# Rembrandt (1936)
Rembrandt is een Britse dramafilm uit 1936 onder regie van Alexander Korda.

## Verhaal
Als Rembrandt op het hoogtepunt van zijn roem staat, sterft zijn vrouw Saskia. Zijn schilderijen worden daarna donkerder en hij heeft steeds minder oren naar de wensen van zijn opdrachtgevers. Rembrandt gaat dan ook bankroet. Hij vindt troost bij zijn dienstmeisje Hendrickje, maar hij mag niet met haar trouwen.

## Rolverdeling
| Acteur            | Personage             |
| ----------------- | --------------------- |
| Charles Laughton  | Rembrandt van Rijn    |
| Gertrude Lawrence | Geertje Dircx         |
| Elsa Lanchester   | Hendrickje Stoffels   |
| Edward Chapman    | Carel Fabritius       |
| Walter Hudd       | Frans Banning Cocq    |
| Roger Livesey     | Bedelaar Saul         |
| John Bryning      | Titus van Rijn        |
| Sam Livesey       | Veilingmeester        |
| Herbert Lomas     | Harmensz van Rijn     |
| Allan Jeayes      | Nicolaes Tulp         |
| John Clements     | Govaert Flinck        |
| Raymond Huntley   | Ludwick               |
| Abraham Sofaer    | Dr. Menasseh          |
| Laurence Hanray   | Heertsbeeke           |
| Austin Trevor     | Markies de Grand-Cœur |